# Casa Camprubí (Roses)
La Casa Camprubí és un edifici a l'est del nucli urbà, seguint la carretera que va de Roses a Cadaqués (Alt Empordà), a l'entrada de la cala Montjoi, enfront del fragment de la cala anomenat Cala del Calis. A mitjans del segle xix, Josep Camprubí i Escudero, militar de carrera amb grau de general, compra l'edifici a uns frares. Entre els anys 1936 i 1939, l'edifici queda quasi completament destruït i és utilitzat com a estable. Posteriorment, als anys 50, l'edifici es rehabilita com a habitatges i a la dècada dels 60, unes reformes van afectar un àmbit semisoterrat, al que s'accedia baixant unes escales. Per informacions orals de la família Camprubí, sembla que aquest lloc era una capella. Amb relació a aquesta dada, a l'Arxiu Municipal de Roses es conserva una foto anterior a la Guerra Civil Espanyola, en la que es veu la capella.
Edifici protegit com a bé cultural d'interès local, de planta rectangular i d'una sola planta, amb coberta a dues vessants de teula àrab i teula tortugada vidriada de color verd al ràfec dels murs més llargs. La façana principal està encarada al mar i presenta una gran terrassa davantera pavimentada amb rajoles. Les obertures són totes rectangulars, amb els ampits bastits amb rajoles i els marcs i les persianes pintades del típic color blau de les construccions mediterrànies. Al costat nord presenta dos petits cossos adossats que han modificat la configuració original de l'edifici principal, el perímetre del qual, probablement, es correspongui amb l'edifici original.